# Opistótono
Opistótono é um estado de distensão e espasticidade grave, no qual a cabeça, pescoço e coluna vertebral de um indivíduo formam uma posição em arco côncavo para trás, fazendo com que se apoie apenas na cabeça e nos calcanhares. Esta postura anormal é um efeito extrapiramidal e é provocado pelo espasmo dos músculos axiais ao longo da coluna vertebral.